# تسوه جوهان
تسوه جوهان ((بالصينية: 左傳)) أو شانكوي تسوه جوهان، تترجم أحيانًا إلى وقائع تسوه أو تفسير تسوه (أيضًا تسو)، هو عمل من بين الأعمال الصينية الأولى للتاريخ السردي، وهو يغطي الفترة من 722 إلى 468 قبل الميلاد. ويُعد واحدًا من أهم المصادر لفهم تاريخ فترة الربيع والخريف (Chunqiu). ويُشكل هذا العمل، بجانب جونجيانج جوهان وجوليانج جوهان، واحدًا من التفسيرات الثلاثة على حوليات الربيع والخريف الباقية.
ويُنسب تسوه جوهان إلى تسوه كيامينج، كتفسير على حوليات الربيع والخريف. ويوافق معظم الباحثين البارزين المؤلفين لهذا الكتاب مثل يانغ بوجن (楊伯峻) أن هذا العمل تم تجميعه خلال فترة الممالك المتحاربة، ولا يتجاوز تاريخ تجميعه عام 389 قبل الميلاد.
ليانغ كيشاو (梁启超) اقترح أيضًا من التحليلات النصية الداخلية والمقارنة أن الطبعات الموجودة للعمل تسوه جوهان وجويو مستمدة من طبعة قبل ليو شيانغ من كتاب «جويو» الذي به مقاطع من العملين. وكان التوزيع الزمني المكمل المرسوم بدقة للقصص بين الكتابين بالنسبة له دليلاً على أن ليو شيانغ استخرج قصصًا تاريخية موازية لتلك الموجودة في الحوليات لتجميع ما كان سيطلق عليه اسم تسوه جوهان، وظلت القصص التي تفتقر إلى توازي تاريخ فترة الخريف والربيع في كتاب جويو بالشكل الأصلي في فصول مقسمة حسب نوعها؛ وبالتالي نشأ الاسم والمنظمة والنص باسم جويو 國語، أو خطاب الدول، الذي نراه اليوم.
يحتوي الكتاب على أول إشارة إلى لعبة ويتشي (اللعبة اللوحية غو) في السنة الـ 25 من حكم شيانغ دوق دولة ليو (548 قبل الميلاد في التقويم الميلادي)
كما يُعد أيضًا كتاب تسوه جوهان، بلغته الحية والموجزة، جوهرة على النثر الصيني الكلاسيكي. وقد اعتُبر هذا العمل وشيجي أو سجلات المؤرخ الكبير، بأنهما النموذجان النهائيان لكاتبي النثر في الصين القديمة بواسطة العديد من الأجيال.

## المحتويات
يتبع كتاب تسوه جوهان تسلسل حكم 12 من دوقات دولة ليو، بدءًا من السنة الأولى للدوق يين وانتهاءً في العام الـ 27 من حكم آي دوق ليو. وإجمالاً، يُسجل هذا العمل المكون من 18000 حرف تاريخ مختلف الدول التابعة لأسرة تشو على مدى فترة تقدر بـ 254 عامًا.
| حاكم دولة ليو           | مدة الحكم (بالسنوات) | فترة التغطية          |
| ----------------------- | -------------------- | --------------------- |
| يين دوق ليو (鲁隐公)    | 11                   | 722 – 712 قبل الميلاد |
| هوان دوق ليو (鲁桓公)   | 18                   | 711 – 694 قبل الميلاد |
| تشوانغ دوق ليو (鲁庄公) | 32                   | 693 – 662 قبل الميلاد |
| مين دوق ليو (鲁闵公)    | 2                    | 661 – 660 قبل الميلاد |
| شي دوق ليو (鲁僖公)     | 33                   | 659 – 627 قبل الميلاد |
| وين دوق ليو (鲁文公)    | 18                   | 626 – 609 قبل الميلاد |
| شوان دوق ليو (鲁宣公)   | 18                   | 608 – 591 قبل الميلاد |
| تشنغ دوق ليو (鲁成公)   | 18                   | 590 – 573 قبل الميلاد |
| شيانغ دوق ليو (鲁襄公)  | 31                   | 572 – 542 قبل الميلاد |
| تشاو دوق ليو (鲁昭公)   | 32                   | 541 – 510 قبل الميلاد |
| دينغ دوق ليو (鲁定公)   | 15                   | 509 – 495 قبل الميلاد |
| آي دوق ليو (鲁哀公)     | 27                   | 494 – 468 قبل الميلاد |

ملاحظة: يحتوي تسوه جوهان على ملحق يبدأ من السنة الرابعة من حكم داو دوق ليو (463 قبل الميلاد).
مع جيو يو، يحتوي تسوه جوهان على أول الأسئلة المعروفة للأسطر من ييجينج.

## الترجمات
- Legge، James (1872). The Ch'un ts'ew, with the Tso chue. The Chinese Classics. London: Trübner. ج. V.
  - الجزء 1: الكتب 1–8
  - الجزء 2: الكتب 912-

## كتابات أخرى
- Yang Bojun (1990). The Annotation of Zuozhuan Chunqiu: On Preface. Beijing: Zhonghua Shuju. {{استشهاد بكتاب}}: الوسيط غير المعروف |الرقم المعياري= تم تجاهله يقترح استخدام |ردمك= (مساعدة)
- Burton Watson (1989). The Tso chuan : selections from China's oldest narrative history. New York: Columbia University Press. {{استشهاد بكتاب}}: الوسيط غير المعروف |الرقم المعياري= تم تجاهله يقترح استخدام |ردمك= (مساعدة)

## وصلات خارجية
- Chunqiu Zuozhuan Bilingual text of Zuo Zhuan with side-by-side Chinese original and Legge's English translation
- Zuo Zhuan Fully searchable text (Chinese)
- The Zuozhuan Digital Concordance نسخة محفوظة 6 ديسمبر 2001 على موقع واي باك مشين., by St. John Page and Isabel García Hidalgo. The English data is based on Legge's translation, with missing sections not covered by Legge translated by Page and added to cover the full text.